# ديونيسيو ريدرويخو
ديونيسيو ريدرويخو (بالإنجليزية: Dionisio Ridruejo)‏‏ (12 أكتوبر 1912 في وخشمة - 29 يونيو 1975 في مدريد) شاعر، وكاتب، وسياسي، وكاتب سير ذاتية من إسبانيا.